# یواس‌اس پارچ (اس‌اس-۳۸۴)
یواس‌اس پارچ (اس‌اس-۳۸۴) (به انگلیسی: USS Parche (SS-384)) یک زیردریایی بود که طول آن ۳۱۱ فوت ۶ اینچ (۹۴٫۹۵ متر) بود. این زیردریایی در سال ۱۹۴۳ ساخته شد.